# Sälen
Sälen is een dorp in het landschap Dalarna en de provincie Dalarnas län in Midden-Zweden. Het ligt in de gemeente Malung-Sälen. In 2005 telde het dorp 508 inwoners en had het een oppervlakte van 102 hectare.

## Wintersport
In de omgeving van Sälen zijn verschillende skigebieden te vinden. Het is een van de bekendste skioorden van Zweden. Lindvallen, Hundfjället, Tandådalen en Kläppen zijn de grootste gebieden. In de winter trekken duizenden Zweden (en in mindere mate Denen) naar Sälen. Vooral eind februari en begin maart is het erg druk, als in Sälen de Wasaloop langlaufwedstrijd begint.

## Verkeer en vervoer
Bij de plaats lopen de Riksväg 66 en Länsväg 311.
De plaats had vroeger een station aan de hier opgeheven spoorlijn Repbäcken - Särna.